# MLS Defender of the Year
MLS Defender of the Year – nagroda w amerykańskiej lidze piłki nożnej - Major League Soccer. Przyznawana jest od 1996 roku najlepszemu obrońcy ligi.

## Lista zwycięzców
| Sezon | Zwycięzca         | Klub                   |
| ----- | ----------------- | ---------------------- |
| 2010  | Jámison Olave     | Real Salt Lake         |
| 2009  | Chad Marshall     | Columbus Crew          |
| 2008  | Chad Marshall     | Columbus Crew          |
| 2007  | Michael Parkhurst | New England Revolution |
| 2006  | Bobby Boswell     | D.C. United            |
| 2005  | Jimmy Conrad      | Kansas City Wizards    |
| 2004  | Robin Fraser      | Columbus Crew          |
| 2003  | Carlos Bocanegra  | Chicago Fire           |
| 2002  | Carlos Bocanegra  | Chicago Fire           |
| 2001  | Jeff Agoos        | San Jose Earthquakes   |
| 2000  | Patrick Vermes    | Kansas City Wizards    |
| 1999  | Robin Fraser      | Los Angeles Galaxy     |
| 1998  | Luboš Kubik       | Chicago Fire           |
| 1997  | Eddie Pope        | D.C. United            |
| 1996  | John Doyle        | San Jose Clash         |

## Najwięcej zwycięstw
- Robin Fraser, Carlos Bocanegra, Chad Marshall: 2x
- John Doyle, Eddie Pope, Luboš Kubik, Patrick Vermes, Jeff Agoos, Jimmy Conrad, Bobby Boswell, Michael Parkhurst, Jámison Olave: 1x

## Najwięcej zwycięstw według drużyn
- Columbus Crew, Chicago Fire: 3x
- San Jose Clash/Earthquakes, Kansas City Wizards, D.C. United: 2x
- Los Angeles Galaxy, New England Revolution, Real Salt Lake: 1x